# Miljöingenjör
Miljöingenjör är en yrkestitel, och den kan användas av alla ingenjörer inom miljöteknikområdet. Titeln är inte kontrollerad, utan kan användas fritt (jämför med ordet forskare, som inte heller är en kontrollerad titel).

## Arbetsområden

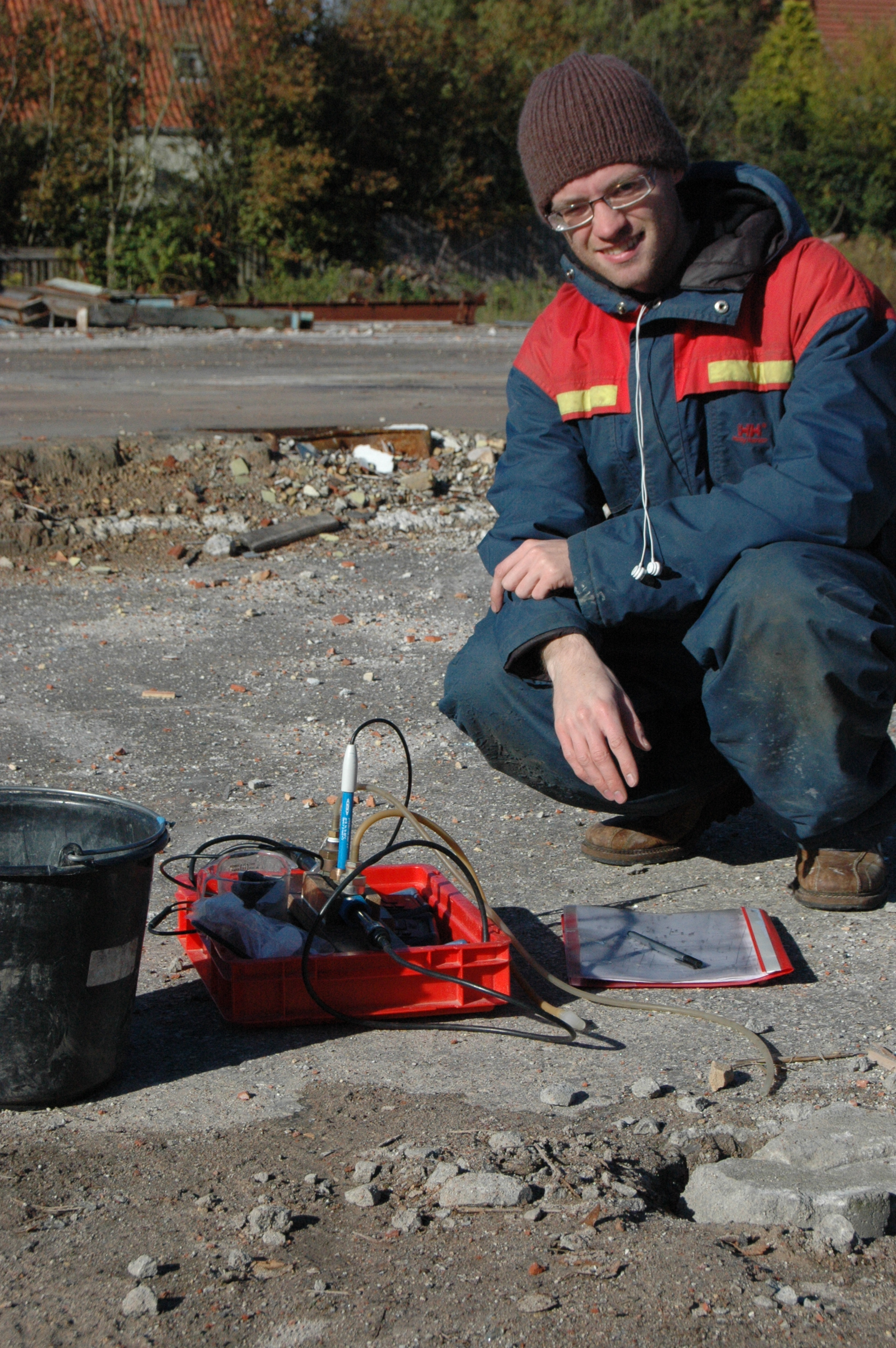
Miljöingenjör i arbete med en markundersökning.

En miljöingenjör kan arbeta inom privata företag och konsultbyråer, men också på kommuner och länsstyrelser. På många företag arbetar miljöingenjören med miljöanpassningen av företagets verksamhet, med utbildning av personal i miljöfrågor, samt med att införa miljöledningssystem. Som miljökonsult kan miljöingenjören bland annat arbeta med att undersöka och efterbehandla förorenade områden, att skriva efterbehandlingsplaner vid tillståndsansökan (till exempel för ett stenbrott), och att planera vattenförsörjningen i ett nytt bostadsområde. Miljökonsulter spelar också en viktig roll för att anpassa byggnadsmetoder för att minska den negativa miljöpåverkan. De säkerställer att driften av en byggnad blir energieffektiv och säker för miljön.  I kommunerna arbetar miljöingenjören typiskt med tillsyn av till exempel miljöstörande verksamhet, trafik, järn- och motorvägar.
En miljöingenjör kan arbeta inom många olika områden. Nedan följer några exempel på inriktningar. 
- Energisystemanalys - om samhällets energiförsörjning
- Miljösystemanalys - om hur miljö- och hållbarhetsfrågor hanteras på nationell och internationell nivå
- Naturvård - om samhällets påverkan på naturen
- Processdesign - om att framställa produkter effektivt för minimal miljöbelastning
- Vattenresurshantering - om allt från vattenförsörjning i samhället till kusthydraulik och flodrestaurering
- Vattenvård - om samhällets påverkan på akvatiska miljöer
- Förorenad mark - om undersökning och efterbehandling av förorenad mark

## Civilingenjörsutbildningar
Man kan studera till civilingenjör inom miljöteknik vid Luleå tekniska universitet, Lunds universitet, Karlstads universitet, Linköpings universitet, Uppsala universitet och Kungliga tekniska högskolan. Civilingenjör är en kontrollerad titel och liksom andra civilingenjörsutbildningar inom miljöteknik på 300 hp (högskolepoäng). I Luleå heter utbildningen Naturresursteknik, i Lund Civilingenjörsutbildning i ekosystemteknik, i Karlstad Civilingenjör, Energi- och miljöteknik, i Linköping Civilingenjör, Energi - Miljö - Management, i Uppsala Civilingenjörsprogrammet i miljö- och vattenteknik och i Stockholm Civilingenjörsutbildning i energi och miljö, enligt Högskoleverkets webbplats Studera.nu. I Karlstad kan man också ta en påbyggnad till master, den heter Masterprogram i Energi- och miljöteknik mot Civilingenjörsexamen och är på 120 hp.